# Maciej Perekładowski
Maciej Perekładowski (ur. ok. 1752 – zm. po 1797) – brygadier targowickiej Brygady Kawalerii Narodowej Znaków Hussarskich pod Imieniem Województwa Kijowskiego, major a później brygadier 2 Wołyńskiej Brygady Kawalerii Narodowej od 1792 roku.